# Hook Indijanci
Hook (pl. Hooks), maleno pleme, vjerojatno Siouan Indijanaca koje se oko 1700.-te zajedno s Backhookima (Lawson) spominju kao neprijatelji plemena Santee. W. J. McGee s rezervom ih klasificira zajedno s Backhookima, Pedee, Waccamaw i Winyaw u širu grupu Pedee. 
Živjeli su u Južnoj Karolini kod Winyaw Baya.